# Alchemilla boluensis
Alchemilla boluensis é uma espécie de rosácea do gênero Alchemilla, pertencente à família Rosaceae.